# Sazō Idemitsu
Sazō Idemitsu (出光 佐三, Idemitsu Sazō, 22 août 1885 - 7 mars 1981) est un homme d'affaires japonais, fondateur de la compagnie pétrolière Idemitsu Kosan. Il est également collectionneur d'art, particulièrement attaché à l’œuvre de Sengai Gibon.
Sa fille Mako Idemitsu questionne à travers sa pratique artistique la société patriarcale japonaise.